# 小林貴子 (柔道)
小林 貴子（こばやし たかこ、1968年4月2日 -）は、京都府出身の日本の柔道家。現役時代は61kg級の選手。身長159cm。得意技は内股。

## 人物
京都市立柏野小学校6年の時に早くも全日本の体重別に出場を果たす。初戦で開始早々の巴投げで敗れたものの、話題となった。元々は韓国籍であり、第二回福岡国際には韓国代表として出場していた。
その後京都商業高校から筑波大学に進み、大学2年の時には無差別の全日本選手権で、第一人者の田辺陽子と接戦を演じる活躍を見せて61kgの選手ながら2位となった。翌年にはライバルである北田典子を破り、世界選手権代表になり3位となった。その後ミキハウスに入社して1992年バルセロナオリンピック代表にもなるが、初戦で敗れて引退した。その後は岡山学芸館高等学校女子柔道部監督を務めた。なお、2016年には非常勤講師となり、立命館大学女子柔道部女子監督となる。

## 主な戦績
- 1982年 - 全日本女子柔道体重別選手権大会　2位
- 1986年 - 全国高等学校柔道選手権大会　優勝
- 1987年 - 全日本女子柔道体重別選手権大会　3位
- 1987年 - 福岡国際　優勝
- 1988年 - 全日本柔道選手権大会　2位
- 1988年 - 福岡国際　3位
- 1988年-1989年 - 全日本学生　2連覇
- 1989年-1992年 - 全日本女子柔道体重別選手権大会　4連覇
- 1989年 - 世界柔道選手権大会　3位
- 1989年 - 福岡国際　優勝
- 1990年 - フランス国際　優勝
- 1990年 - アジア大会　2位
- 1991年 - 福岡国際　3位

(出典、JudoInside.com)。